# 실라 E.
실라 E.(Sheila E., 1957년 12월 12일 ~ )는 미국의 싱어송라이터이다.